# Tadeusz Jurasz
Tadeusz Jurasz (ur. 9 września 1930 w Cięcinie, zm. 22 grudnia 2019 w Krakowie) – polski aktor teatralny i filmowy, reżyser.

## Życiorys
Był absolwentem Państwowej Wyższej Szkoły Teatralnej im. Ludwika Solskiego w Krakowie (dyplom w 1953). Debiutował w 1953 na deskach Teatru Wybrzeże w Gdańsku. W latach 1957–1998 był aktorem Starego Teatru w Krakowie.
Był mężem aktorki Izabelli Olszewskiej, z którą miał córkę Martę, a bratem aktora Antoniego Jurasza. Mieszkał w rodzinnej Cięcinie koło Żywca.

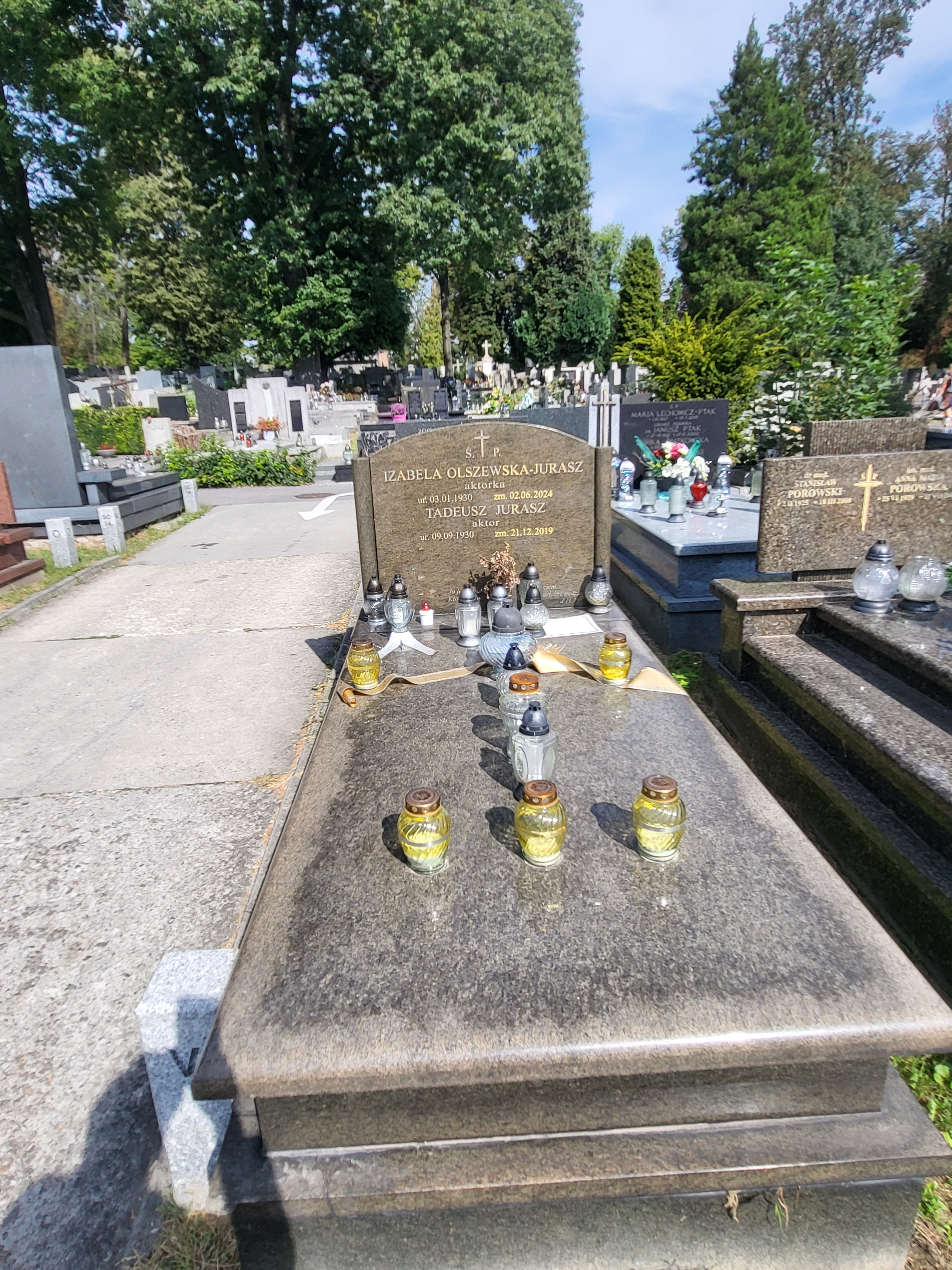
Tadeusz Jurasz grave

## Teatr
- Teatr Wybrzeże w Gdańsku (1953–1955)
- Teatr Ludowy w Krakowie (1955–1957)
- Stary Teatr im. Heleny Modrzejewskiej w Krakowie (1957–1998)

## Filmografia
- Cień (1956), reż. Jerzy Kawalerowicz – Mikuła
- Koniec naszego świata (1964), reż. Wanda Jakubowska – więzień Oświęcimia
- Gorąca linia (1965), reż. Wanda Jakubowska – Wacuś
- Stawka większa niż życie (1968), reż. Janusz Morgenstern – podwładny sturmbannführera Knocha, odc. 16
- Kopernik (1972), reż. Ewa Petelska i Czesław Petelski
- Kopernik (1972), odc. 1
- Królowa Bona (1980), reż. Janusz Majewski, odc. 10
- Z biegiem lat, z biegiem dni… (1980), reż. Andrzej Wajda i Edward Kłosiński – Wojtek Migdał